# Grammatostomias
Grammatostomias es un género de peces de la familia Stomiidae.

## Descripción
El género está conformado por cuatro especies marinas. La de menor tamaño registrada es Grammatostomias ovatus con poco más de 5,6 cm de longitud (2,20 pulgadas) y la de mayor tamaño es Grammatostomias flagellibarba con 20,6 cm de longitud (8,11 pulgadas). Las especies son conocidas popularmente como peces dragón y se caracterizan por sus grandes filas de dientes, además de la presencia de fotóforos que les permite producir luz. Esta bioluminiscencia es esencial para atrapar a sus presas. El cuerpo es delgado y comprimido.

## Distribución y hábitat
Se distribuye por el océano Atlántico, Cabo Verde. En el Atlántico norte: sur de Irlanda y golfo de Vizcaya. Atlántico oriental, al norte de la isla de Madeira. Atlántico occidental, frente a Brasil. Reportado también en el océano Índico.